# Chroococcales
Chroococcales – rząd jednokomórkowych cyjanobakterii (sinic). Występują w formie cenobiów (zespoły komórek sinicowych otoczonych żelową otoczką), mogą osiągać różnorodne kształty. Rozmnażają się przez podział lub rozpad cenobium.  Nie wytwarzają heterocyst ani akinet.
Niektóre gatunki (z rodzajów Gleocapsa, Hyella) wchodzą w skład porostów. Wiele gatunków występuje w planktonie, zwłaszcza w wodach ciepłych i o dużej trofii, dając czasem zakwity (Microcystis aeruginosa, M. incerta).

## Systematyka
Grupa Chroococcales jest jedną z najwcześniej wydzielonych grup sinic jako jednokomórkowe sinice o budowie kokkalnej w przeciwieństwie do sinic nitkowatych.
Rząd Chroococcales obejmuje m.in. rodzaje:
- Achroonema
- Aphanothece
- Chroococcus
- Coelosphaerium
- Eucapsis
- Gloeocapsa
- Gomphosphaeria
- Hyella
- Merismopedia
- Microcystis

Badania molekularne wykazują, że zarówno Chroococcales, jak niektóre zaliczane dotychczas do nich rodzaje nie są taksonami monofiletycznymi. Jedynie rodzaj Microcystis wydaje się nie wymagać reorganizacji, przy czym postulowane jest wydzielenie dla niego odrębnego rzędu. Siostrzany dla niego klad zawiera przedstawicieli różnych halofilnych rodzajów, jak Euhalothece i Dactylococcopsis, w tym zaliczanych dotychczas do rzędów Oscillatoriales i jest bliski kladowi Pleurocapsales. Kolejną gałąź tworzą przedstawiciele rodzajów Synechococcus (zróżnicowane w stopniu sugerującym rozdzielenie ich na odrębne rodzaje), Prochlorococcus i Cyanobium.

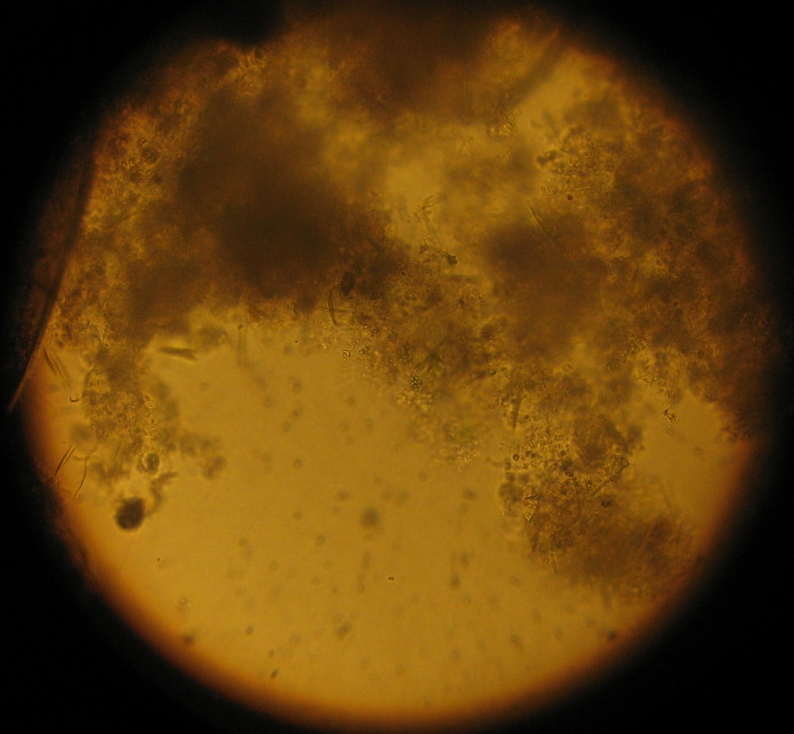
Dająca zakwit Microcystis sp. (na zdjęciu większość komórek martwa)
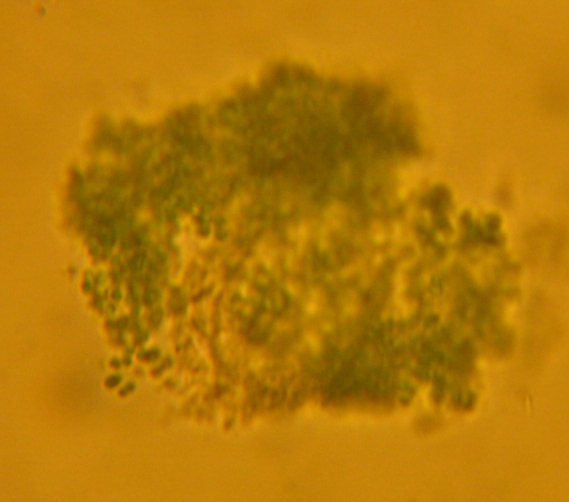
Microcystis sp.